# Communauté de communes Flandre Lys
Die Communauté de communes Flandre Lys ist ein französischer Gemeindeverband mit der Rechtsform einer Communauté de communes in den Départements Nord und Pas-de-Calais der Region Hauts-de-France. Sie wurde am 30. Dezember 1992 gegründet und umfasst acht Gemeinden. Der Verwaltungssitz befindet sich im Ort La Gorgue. Die Besonderheit liegt in der Département-übergreifenden Struktur der Gemeinden.

## Mitgliedsgemeinden
| Gemeinde                           | Einwohner 1. Januar 2022 | Fläche km² | Dichte Einw./km² | Code INSEE | Postleitzahl | Département   |
| ---------------------------------- | ------------------------ | ---------- | ---------------- | ---------- | ------------ | ------------- |
| Estaires                           | 6.551                    | 12,82      | 511              | 59212      | 59940        | Nord          |
| Fleurbaix                          | 2.944                    | 12,86      | 229              | 62338      | 62840        | Pas-de-Calais |
| Haverskerque                       | 1.385                    | 9,17       | 151              | 59293      | 59660        | Nord          |
| La Gorgue                          | 5.553                    | 15,03      | 369              | 59268      | 59253        | Nord          |
| Laventie                           | 5.007                    | 18,13      | 276              | 62491      | 62840        | Pas-de-Calais |
| Lestrem                            | 5.041                    | 21,15      | 238              | 62502      | 62136        | Pas-de-Calais |
| Merville                           | 9.729                    | 26,96      | 361              | 59400      | 59660        | Nord          |
| Sailly-sur-la-Lys                  | 3.932                    | 9,70       | 405              | 62736      | 62840        | Pas-de-Calais |
| Communauté de communes Flandre Lys | 40.142                   | 125,82     | 319              | –          | –            | –             |